# 精靈之屋
《精靈之屋》或《幽灵之家》是流亡委內瑞拉的智利作家伊莎貝拉·阿言德的作品，於1982年首度出版，曾被改拍成電影《金色豪門》。

## 內容
在圍牆內，克萊拉(Clara)的世界充滿可怕的回憶和寂靜，現實世界與幻想結合成一起，使任何事都可能發生，並從平靜的20年代到動亂的70年代，親眼見證家庭的興衰。